# 李福逑
李福逑，CMG，JP（1922年6月15日—2011年10月27日），香港政府官員，1954年加入港府任助理教育官，翌年轉任官學生（政務官前身），1972年至1973年、以及自1973年至1977年分別成為首位華人社會福利署署長和社會事務司，1977年至1980年再成為首位華人民政司；他還歷任行政立法兩局官守議員，是二戰後初年少有的華人政務官。退出港府後，他在1980年至1987年出任公務員敘用委員會主席，以及在1987年3月至10月出任民意匯集處監察委員。
李福逑是香港望族李佩材家族的成員，父親李子方（又名李作聯）是東亞銀行創辦人之一，曾任該行董事長及立法局非官守議員，另長子李國能為香港特別行政區首任終審法院首席法官。

## 生平

### 早年生涯
李福逑祖籍廣東鶴山，1922年6月15日生於香港，是香港望族李佩材家族的成員，其祖父李佩材是本地殷商，在19世紀透過從事食米進口、船運和地產等業務致富。李福逑在一家九名兄弟姊妹中排行尾二，父母分別是李子方（又名李作聯）和鄧秀卿。李子方在1918年參與創辦東亞銀行，後來歷任立法局非官守議員和東亞銀行經理等職。
李福逑早年入讀香港華仁書院，畢業後升讀美國麻省理工學院，先後取得理學士和理學碩士學位。返港後，他在1948年至1954年於聖保羅男女中學任教數學，任教過的學生包括香港特別行政區首任行政長官董建華的夫人董趙洪娉。李福逑後來也安排自己的子女入讀聖保羅男女中學。

### 港府生涯
在1954年，李福逑獲港府聘用為助理教育官，翌年轉職成為官學生（政務官前身），成為港府首批正式由本地公開招聘的官學生之一。李福逑早年在輔政司署的不同政府部門供職，1960年出任勞工處及礦務處副處長，1963年改任助理輔政司兼人事科助理主任，在1967年2月至1968年2月和在1968年7月至1969年1月兩度出任副財政司，以及在1968年3月至7月短暫出任人事科主任。在副財政司任內，他曾經在1967年10月、1968年1月和1968年12月三度代替不在香港的郭伯偉爵士署任財政司一職，並臨時兼任行政立法兩局當然官守議員。
李福逑在1969年底卸任副財政司後，在1970年出任工商業管理處副處長，未幾於1971年至1972年出任副民政司，任內曾署任民政司一職。李福逑在1963年和1969年獲港府分別補送往英國政務官訓練學院和帝國國防學院深造，以便為勝任更高職級的崗位造好準備。
在1972年11月，李福逑接替退休的魯佐之出任社會福利署署長兼立法局官守議員，成為首位出任該署署長的華人。翌年，港督麥理浩爵士改組政府架構，增設社會事務司一職，李福逑復進一步升任為首任社會事務司，成為所有決策科首長中唯一一位華人，兼成為一眾華人政務官之首。在社署署長任內，他曾於1973年發表《香港社會福利發展五年計劃》白皮書，就社會保障、家庭福利、長者服務、社區工作、康復工作和未成年過犯等範疇制定長期政策；此外，他還參與港府在1978年制定和落實「九年免費教育」的工作，和處理過多宗木屋區大火的善後工作，當中包括在1976年2月發生的愛秩序灣大火中，負責統籌向災民提供緊急援助。在1975年的元旦授勳名單中，他獲英廷頒授CMG勳銜，以表揚他多年來在港府供職的表現。
在1977年1月，李福逑獲港督委任為行政局官守議員，同年5月再接替黎敦義成為首位出任民政司的華人，任內他曾處理賭博等涉及民生的政策，也曾經在1980年署任過布政司一職。李福逑在1980年8月從港府退休，並卸下兩局議員的職務，值得一提的是，他在1970年代還多次主持東華三院與保良局的活動，而且在每年參與主持香港藝術節各類活動的揭幕儀式。

### 退仕以後
李福逑在1980年退出政府後，旋於同年10月獲港府委任為公務員敘用委員會主席，曾於1959年獲奉委為官守太平紳士的他，也在1981年5月18日再度獲奉委為非官守太平紳士。在任內，他推動進一步從本土招聘公務員的政策，同時逐步減少從英國招聘高級和專業公務員的比例。另一方面，在他的支持下，由1986年起，任何投考政務主任、行政主任、助理勞工主任和廉政主任等學位職系的人士，在參加聯合招聘試的時候均須應考一份中文試卷，以反映港府對中英語文的同等重視。
李福逑在1987年5月卸任公務員敘用委員會主席，但隨著港府推行代議政制改革，他在卸任前夕又於同年3月，與立法局委任議員蘇國榮一同獲港府委任為民意匯集處監察委員，而副行政司許雄則兼任代表政府的民意匯集處專員。港府在同年5月發表《代議政制發展檢討綠皮書》後，民意匯集處即委託私人公司開始收集市民對綠皮書中，有關1988年立法局選舉選舉辦法的建議。當時李福逑和蘇國雄表示會閱覽每份意見，確保民意匯集處的民調報告真正反映市民的意見。
民意匯集處在同年9月30日完成民意收集的工作，並在同年10月向港府提交民調報告。港府在同年11月發表民意匯集處提交的民調報告，可是，報告結論高達七成香港市民反對在1988年引入立法局直選，與普遍輿論要求落實「八八直選」的民意大相逕庭。當時不少輿論批評民意匯集處操控民意和玩弄數字遊戲，大大低估了支持「八八直選」的民意，而立法局委任議員陳鑑泉更抨擊民意匯集處用以徵集民意的問卷設計有問題，收集得來的數據並不可靠，直言「把垃圾放入電腦，出來的也是垃圾」。雖然民意匯集處調查報告的可信性引起廣泛爭議，但港府仍舊1988年2月10日發表《代議政制今後的發展白皮書》，正式否決在同年9月的立法局選舉引入直選議席，但同時提出研究在1991年立法局選舉引入直選的可能，而一直到1991年，香港立法局才首次引入直選議席。

### 晚年生涯
李福逑在香港主權移交前移民加拿大多倫多，但仍不時返港，至晚年決定返港定居。他在2011年10月27日卒於香港律敦治醫院，終年89歲。李福逑生前信奉天主教，其安息彌撒在同年11月11日於香港殯儀館低調舉行，出席者除了包括李國寶爵士和李國章教授等家族成員外，還包括前下屬陳方安生、任關佩英和俞宗怡，以及終審法院首席法官馬道立和律政司司長黃仁龍等。此外，前下屬行政長官曾蔭權和政務司司長林瑞麟也分別致送花牌致意。李福逑身後遺體火化，骨灰隨後移奉往加拿大與亡妻合葬。
李福逑屬於香港政務官圈子中的前輩，生前曾被輿論讚揚是資深和傑出的華人政務官。他身故以後，其前下屬前布政司陳方安生稱讚李福逑「十分有智慧」，從他身上「學到很多東西」；而認識其子李國能的立法會議員吳靄儀，也讚揚李福逑待人隨和有禮，屬於「詩禮人家」。

## 個人生活
李福逑信奉天主教，他在1946年娶鄺美容（Edith Kwong Li）為妻，兩人共育有兩子兩女，分別名李志樂、李國能、李志玲和李國宏，其中長子李國能是香港特別行政區首任終審法院首席法官，主權移交前擁有御用大律師資格；女兒李志樂丈夫黃允炤為工業家黃克競之子。李福逑夫人曾長年擔任香港紅十字會總監，1974年8月1日獲奉委為非官守太平紳士，後於1977年英女皇壽辰名單中獲授MBE勳銜。李福逑夫人晚年隨丈夫移民加拿大多倫多，1992年於當地逝世。另外，李福逑生前為英皇御准香港賽馬會和香港鄉村俱樂部會員。

## 榮譽

### 殊勳
- J.P. （官守，1959年8月14日[1]）
- C.M.G. （1975年元旦授勳名單[15]）
- J.P. （非官守，1981年5月18日[21]）

### 名銜
- 李福逑 （Li Fook-kow，1922年6月15日－1959年8月）
- 李福逑，JP （Li Fook-kow, JP，1959年8月－1972年）
- 李福逑議員，JP （The Hon. Li Fook-kow, JP，1972年－1975年1月）
- 李福逑議員，CMG，JP （The Hon. Li Fook-kow, CMG, JP，1975年1月－1980年8月）
- 李福逑，CMG （Li Fook-kow, CMG，1980年8月－1981年5月18日）
- 李福逑，CMG，JP （Li Fook-kow, CMG, JP，1981年5月18日－2011年10月27日）

## 注腳
1. 1 2 3 4 5 6 7 8 9 10  Who's Who 2011. London: A & C Black, 2011.
2. 1 2  〈四大望族李家縱橫政商界〉，《明報》港聞A04，2011年11月11日。
3. ↑  The Colonial Office List 1966. Great Britain: HM Stationery Office, 1966.
4. ↑  〈董太自爆同李國能淵源〉，《蘋果日報》，2005年5月1日。
5. ↑  Tsang, Steve, Governing Hong Kong: Administrative Officers from the Nineteenth Century to the Handover to China, 1862-1997. Hong Kong : Hong Kong University Press, 2007.
6. 1 2 3  〈華人任機關首長又增一位，李福逑奉委社會署長，各方認為是適當人選〉，《工商日報》第九頁，1972年10月19日。
7. ↑  〈憲報公佈委出太平紳士多人，李福逑任助理輔政司〉，《工商日報》第六頁，1963年3月23日。
8. ↑  Hong Kong [67/68], Hong Kong: Hong Kong Government Press, 1968-1969 (Various years).
9. ↑  Hamilton, Geoffrey Cadzow, Government Departments in Hong Kong, 1841-1969. Hong Kong: Government Printer, 1969.
10. ↑  〈李福逑繼魯佐之出任社會署署長〉，《工商日報》第十頁，1972年10月18日。
11. ↑  〈署理社會事務司李福逑九月履新〉，《工商日報》第六頁，1973年8月11日。
12. ↑  〈李福逑解釋社會福利白皮書，適認本港社會需要，計劃包括九項發展〉，《工商日報》第十一頁，1973年6月8日。
13. 1 2 3 4  〈李國能喪父 遵囑低調設靈〉，《明報》港聞A04，2011年11月11日。
14. ↑  〈社會事務司李福逑報告救濟災民工作〉，《華僑日報》第二張第二頁，1976年2月12日。
15. 1 2  "Supplement to Issue 46444 （页面存档备份，存于）", London Gazette, 31 December 1974, p.4.
16. ↑  〈李福逑行政局議員〉，《工商日報》第七頁，1976年12月21日。
17. ↑  〈黎敦義調駐英專員，李福逑繼任民政司〉，《工商日報》第七頁，1976年12月8日。
18. ↑  〈民政司李福逑聲稱馬會辦博彩未助長賭風〉，《工商日報》第七頁，1977年12月8日。
19. ↑  〈財神赴英商討軍費，李福逑暫署布政司〉，《工商日報》第七頁，1980年6月11日。
20. ↑  〈藝術節粵劇開鑼連續五晚舉行，李福逑邵詩夫主禮〉，《工商日報》第七頁，1979年3月6日。
21. 1 2 3  岑維休主編，《香港年鑑》，香港：華僑日報，1987年。
22. 1 2  〈公僕學位職系招聘加入中文必考試卷〉，《大公報》港聞第五版，1987年8月20日。
23. 1 2  〈設獨立民意匯集處蒐集政制檢討民意〉，《華僑日報》第一張第一頁，1987年3月26日。
24. ↑  〈李福逑蘇國榮晤許雄後稱，民意匯集監察員將閱覽每份意見〉，《華僑日報》第一張第一頁，1987年5月20日。
25. 1 2  〈陳鑑泉說虎字不可亂用，霍德用詞不當應受處分〉，《華僑日報》第二張第一頁，1987年11月19日。
26. ↑  劉騏嘉、余倩蕊，《八十年代以來香港的政治發展 （页面存档备份，存于）》。香港：立法局秘書處資料研究及圖書館服務部，1996年9月。
27. 1 2 3  〈李福逑骨灰移加與妻同葬〉，《明報》港聞A12，2011年11月12日。
28. ↑  〈本港人士百零二人獲女皇授勳〉，《華僑日報》第四張第一頁，1975年1月3日。
29. ↑  . 華僑日報. 1968-12-13: 11  [2023-11-26].
30. ↑  〈紅十字會獲英軍及各方協助：擴展石璧營〉，《工商日報》第七頁，1975年6月22日。
31. ↑  "Supplement to Issue 47234", London Gazette, 10 June 1977, p.24.

### 中文資料
- 〈憲報公佈委出太平紳士多人，李福逑任助理輔政司〉，《工商日報》第六頁，1963年3月23日。
- 〈李福逑繼魯佐之出任社會署署長〉，《工商日報》第十頁，1972年10月18日。
- 〈華人任機關首長又增一位，李福逑奉委社會署長，各方認為是適當人選〉，《工商日報》第九頁，1972年10月19日。
- 〈李福逑解釋社會福利白皮書，適認本港社會需要，計劃包括九項發展〉，《工商日報》第十一頁，1973年6月8日。
- 〈署理社會事務司李福逑九月履新〉，《工商日報》第六頁，1973年8月11日。
- 〈本港人士百零二人獲女皇授勳〉，《華僑日報》第四張第一頁，1975年1月3日。
- 〈紅十字會獲英軍及各方協助：擴展石璧營〉，《工商日報》第七頁，1975年6月22日。
- 〈社會事務司李福逑報告救濟災民工作〉，《華僑日報》第二張第二頁，1976年2月12日。
- 〈黎敦義調駐英專員，李福逑繼任民政司〉，《工商日報》第七頁，1976年12月8日。
- 〈李福逑行政局議員〉，《工商日報》第七頁，1976年12月21日。
- 〈民政司李福逑聲稱馬會辦博彩未助長賭風〉，《工商日報》第七頁，1977年12月8日。
- 〈藝術節粵劇開鑼連續五晚舉行，李福逑邵詩夫主禮〉，《工商日報》第七頁，1979年3月6日。
- 〈財神赴英商討軍費，李福逑暫署布政司〉，《工商日報》第七頁，1980年6月11日。
- 岑維休主編，《香港年鑑》，香港：華僑日報，1987年。
- 〈設獨立民意匯集處蒐集政制檢討民意〉，《華僑日報》第一張第一頁，1987年3月26日。
- 〈李福逑蘇國榮晤許雄後稱，民意匯集監察員將閱覽每份意見〉，《華僑日報》第一張第一頁，1987年5月20日。
- 〈公僕學位職系招聘加入中文必考試卷〉，《大公報》港聞第五版，1987年8月20日。
- 〈陳鑑泉說虎字不可亂用，霍德用詞不當應受處分〉，《華僑日報》第二張第一頁，1987年11月19日。
- 劉騏嘉、余倩蕊，《八十年代以來香港的政治發展》。香港：立法局秘書處資料研究及圖書館服務部，1996年9月。
- 〈董太自爆同李國能淵源〉，《蘋果日報》，2005年5月1日。
- 〈李國能喪父 遵囑低調設靈〉，《明報》港聞A04，2011年11月11日。
- 〈四大望族李家縱橫政商界〉，《明報》港聞A04，2011年11月11日。
- 〈李福逑骨灰移加與妻同葬〉，《明報》港聞A12，2011年11月12日。

### 英文資料
- The Colonial Office List 1966. Great Britain: HM Stationery Office, 1966.
- Hong Kong [67/68], Hong Kong: Hong Kong Government Press, 1968-1969 (Various years).
- Hamilton, Geoffrey Cadzow, Government Departments in Hong Kong, 1841-1969. Hong Kong: Government Printer, 1969.
- Tsang, Steve, Governing Hong Kong: Administrative Officers from the Nineteenth Century to the Handover to China, 1862-1997. Hong Kong : Hong Kong University Press, 2007.
- Who's Who 2011. London: A & C Black, 2011.

## 外部連結
- 〈董太自爆同李國能淵源[]〉，《蘋果日報》，2005年5月1日。
- 〈李國能喪父 遵囑低調設靈〉，《明報》，2011年11月11日。
- 〈李福逑骨灰移加與妻同葬[永久]〉，《明報》，2011年11月12日。

| 政府职务      | 政府职务                                   | 政府职务        |
| ------------- | ------------------------------------------ | --------------- |
| 前任： 魯佐之 | 社會福利署署長 1972年11月-1973年8月        | 繼任： 陶建     |
| 前任： 新創設 | 社會事務司 1973年9月-1977年4月             | 繼任： 何鴻鑾   |
| 前任： 黎敦義 | 民政司 1977年5月-1980年8月                 | 繼任： 黎敦義   |
| 官衔          |                                            |                 |
| 前任： 黎保德 | 公務員敘用委員會主席 1980年10月－1987年5月 | 繼任者： 何鴻鑾 |